# Mario Mancini
Mario Mancini (Milano, 1º ottobre 1941) è un filologo italiano.
Con i suoi scritti, ha dato un forte contributo allo studio ed alla diffusione di opere letterarie provenzali, come per la poesia dell'occitano Bernard de Ventadorn e per il romanzo cortese Roman de Flamenca (della cui edizione italiana è curatore).

## Biografia
Ha studiato a Padova, Vienna e Heidelberg. Dal 1976 fino al pensionamento è stato professore ordinario di Filologia romanza nell'Università di Bologna. Ha coordinato il lavoro di équipe di un'ampia Letteratura francese medievale (Bologna, Il Mulino 1997). È nella direzione della rivista "Medioevo romanzo" e nel comitato scientifico di "Critica del testo". Condirige la collana "Biblioteca Medievale" (Roma, Carocci), dove sono stati pubblicati più di cento volumi. Ha curato, tra l'altro, l'edizione delle Canzoni di Bernart de Ventadorn (Roma, Carocci, 2003) e del Roman de Flamenca, proponendo il testo in provenzale a fronte.
Ha pubblicato saggi, in una prospettiva stilistica e di storia delle idee, principalmente sull'epica, sui trovatori, sul Roman d'Alexandre, sul Roman de la Rose, sull'impatto della letteratura medievale nella modernità. Fondamentale nella sua formazione fu l'incontro con Erich Köhler, che definì l'impronta dello studio sociologico dell'amor cortese nella letteratura, di cui ha tradotto e curato Sociologia della fin'amor: saggi trobadorici (Padova, Liviana, 1987).

## Opere principali
- Società feudale e ideologia nel "Charroi de Nimes, Firenze, Olschki, 1972
- La gaia scienza dei trovatori, Parma, Pratiche, 1984, 2 ed. 2000, 3 ed. Roma, Carocci, 2003 (trad. in tedesco, Die froehliche Wissenschaft der Trobadors, Wuerzburg, Koenigshausen & Neumann, 2009)
- Il "lai" di Narciso, Parma, Pratiche, 1989, 2 ed. 2000. 3. ed. Roma, Carocci, 2003.
- Canzoni / Bernart de Ventadorn, Carocci, Roma 2003 (a cura di), ISBN 978-8843024445.
- Il punto su: I trovatori, Roma-Bari, Laterza, 1991, 2. ed. 2004
- Metafora feudale, Bologna, Il Mulino, 1993
- Lo spirito della Provenza. Da Guglielmo IX a Pound, Roma, Carocci, 2004
- Flamenca, Roma, Carocci, 2006 (a cura di)